# Erre XI
Erre XI foi um duo de R&B, hip hop e reggaeton porto-riquenho formada em 2007, sendo descobertos pelos produtores do Luny Tunes e assinando no mesmo ano contrato com a gravadora Mas Flow label Inc. Composto Gerry "Lionize" Capó Hernández e Rafael "Raphy" Flores Ramírez, a dupla fez sua estréia em 2007 no álbum lançado pelo Luny Tunes produzindo faixas para vários artistas. Em 2008, o duo lançou seu primeiro álbum, intitulado Luny Tunes Presents: Erre XI, que gerou o single "Carita Bonita" com a parceria do cantor norte-americano Pee Wee.
Em agosto de 2009 Lionize e Raphy anunciaram sua saída do Erre XI, porém o nome do grupo, pertencente ao Luny Tunes por contrato independente da formação que venha a ter, continua ativo, sendo que os cantores serão substituídos por dois novos membros. Não se sabia se Lionize e Raphy vão seguir carreira juntos com um novo nome para o grupo, ou se seguiriam carreira solo. Porém, em 2010 Lionize iniciou sua carreira solo com o nome de Gerry Capo, enquanto Raphy reapareceu usando o nome de Erre Effe. Ainda no mesmo ano foi anunciado o nome dos dois novos componentes do grupo, Dyland e Lenny, que preferiram seguir carreira com outro nome que não "Erre XI".

## Discografia
| Ano  | Álbum | Posições  | Posições       | Posições  | Posições | Vendas e Certificações   |
| Ano  | Álbum | USA Latin | USA Latin Ryth | Bill Heat | PRC      | Vendas e Certificações   |
| ---- | --- | --------- | -------------- | --------- | -------- | ------------------------ |
| 2008 | Luny Tunes Presents: Erre XI - Lançamento: 12 de agosto de 2008 - Formatos: CD, download digital - Gravadora: Mas Flow Inc | 38        | 5              | 49        | 1        | - Vendas Totais: 100.000 |